# Mariehøneedderkop
Mariehøneedderkop (Eresus sandaliatus) er en art af edderkopper som primært findes i det nordlige og centrale Europa. I Danmark er Mariehøneedderkoppen ret sjælden og findes kun i Jylland.

## Beskrivelse
Hanner som er kønsmodne har rød bagkrop med sorte pletter og sorte ben med blåhvide striber, mens hunnen og ungerne er helt sorte. Hannerne er 6-11 mm lange, mens hunnerne er 10-16 mm lange. Mariehøneedderkoppen har kraftige kæber. Hunnen lever hele livet under jorden, men de kønsmodne hanner går på vandring efter hunner i april og maj.